# Баллинакилл (Голуэй)
Баллинакилл (англ. Ballinakill; ирл. Baile na Coille, букв. «Поселение (у) церкви») — деревушка в Ирландии, находится в графстве Голуэй (провинция Коннахт).